# Nuoto per salvamento ai Giochi mondiali 2022 - Staffetta 4×50 m ostacoli maschile
La gara dei Staffetta 4×50 m ostacoli maschile di nuoto per salvamento ai Giochi mondiali 2022 si è svolta il 10 luglio 2022 a Birmingham. Il programma non prevedeva turni preliminari ma solamente la finale.

## Risultati
| Pos | Nazione  | Tempo   |
| --- | -------- | ------- |
|     | Ungheria | 1:34.91 |
|     | Italia   | 1:35.77 |
|     | Giappone | 1:37.17 |
| 4   | Germania | 1:39.72 |
| 5   | Polonia  | 1:39.90 |
| 6   | Spagna   | 1:40.08 |
| 7   | Francia  | 1:41.53 |
| 8   | Belgio   | 1:42.22 |